# 마엔차
마엔차(이탈리아어: Maenza)는 이탈리아 라치오주 라티나도에 위치한 코무네다. 로마로부터 남동쪽으로 70km, 라티나로부터 동쪽 25km 거리에 있다.